# Антарктика (роман Робінсона)
Антарктика (англ. Antarctica) — науково-фантастичний роман американського письменника Кіма Стенлі Робінсона. В сюжеті твору діють різноманітні персонажі, які живуть на дослідницькій станції в Антарктиці та відвідують її. Він містить у собі багато спільних тем Робінсона, включаючи науковий процес та значення охорони довкілля. 

## Сюжет
Більшу частину історії зосереджено на станції Мак-Мердо, найбільшому населеному пункті в Антарктиді, який працює як науково-дослідна станція США. Тут характерний для Робінсона стиль, який описує відразу багатьох героїв одночасно, щоб показати багато аспектів полярного життя; серед представлених точок зору - представники Х - ідеалістичного юнака, який працює помічником генерального польового управління в Мак-Мердо; Вал, все більш втілений путівник; і Вейд Нортон, який працює на Каліфорнійського сенатора Філа Чейза (Уейд і Філ також фігурують у трилогії «Наука в столиці»). Як і Мак-Мердо, історія стосується станції Південного полюса Амундсена - Скотта, льодовика Шеклтон, сухих долин Мак-Мердо та південноамериканської бурової платформи поблизу масиву Робертса.

## Теми
Антарктида включає багато ідей, які Робінсон використовує в інших місцях; як і в трилогії про Марс, великий акцент робиться на важливості стійкого життя та на проблемах існування у ворожій обстановці. Значення Антарктиди як «континенту для науки» протиставляється необхідності забезпечити гідне середовище також для обслуговчого персоналу, необхідного в такому маргінальному місці. Інші повторювані теми включають скелелазіння, фізичний атлетизм, процес та ідеологію науки, експлуатацію природних ресурсів, формування кооперативної та анархічної соціальних систем. 
Роман було написано під сильним впливом перебування Робінсона в 1995 році в Антарктиді в рамках програми «Художники та письменники Антарктики» Національного наукового фонду і був номінований на премію  Locus Award у 1998 році. Незважаючи на те, що вони були детально досліджені та, як правило, точні, деякі літературні критики зазначали, що книга була частково уповільнена великою кількістю технічних та історичних деталей. 